# Ione Skye
Ione Skye Lee (nascida Ione Skye Leitch; Inglaterra, 4 de Setembro de 1970), é uma atriz, escritora e pintora inglesa. Mais conhecida por seu papel em Say Anything...(1989), dirigido por Cameron Crowe. Ela continuou a aparecer em filmes ao longo da década de 1990, com papéis notáveis em Gas Food Lodging (1992), Wayne's World (1992) e One Night Stand (1997).

## Infância
Nascida em Hampstead, Londres. Ione Skye é filha do cantor, compositor e produtor Donovan e da modelo Enid Karl (nascida Stulberger). Seu pai é Escocês, e sua mãe é uma norte-americana de ascendência Judaica, que foi criada no Bronx, Cidade de Nova York. Seu segundo nome, Skye, é uma homenagem à Ilha de Skye, a maior e a mais setentrional das ilhas do arquipélago das Hébridas, na Escócia.
Ela é a irmã mais nova de Donovan Leitch, vocalista do grupo Camp Freddy. Seus pais se separaram no momento de seu nascimento e ela foi criada por sua mãe, tendo pouco ou nenhum contato com o seu pai. Skye cresceu principalmente em Los Angeles e São Francisco, mas passou um tempo em Connecticut. Estudou no Imaculate Heart High School & Middle School e, também, no Hollywood High School, em Los Angeles.

## Carreira
Skye fez a sua estréia no cinema no filme Borda do Rio (1986), seguido por um papel como personagem principal em Os Papéis de Rachel (1989). Ela atuou como Diane Court, uma oradora refém formada no ensino médio e melhor aluna da turma, no longa-metragem de estréia do diretor Cameron Crowe de 1989 Say Anything..., o filme alcançou um status de cult e Skye ganhou reconhecimento internacional.
Em 1992, ela desempenhou o papel de Eleanor Cinza na mini-série de televisão Covington Cruz e um papel de apoio no filme de Stephen La Rocque, Samantha. Posteriormente, ela atuou em papéis de apoio (coadjuvante e/ou secundário), como Elise, na comédia Wayne's World (1992), e o drama de Mike Figgis, One Night Stand (1997).
Em 2007, Skye fez uma participação pequena e bem-recebida no filme de David Fincher, Zodíaco e apareceu no videoclipe da música de Harvey Danger "Sad Sweetheart of the Rodeo".
Em uma rara entrevista dada para o site mondo-video.com, em dezembro de 2010, Skye admitiu não dar muita atenção ao seu ciclo de carreira ao longo dos anos, dizendo que "nunca bateu quando o ferro estava quente", quando se tratava de ir atrás de grandes papéis de Hollywood em seus 20 anos. Em 2013, ela apareceu em um papel de apoio no filme de terror independente Assombrar, com Jacki Weaver. Em 2016, Skye dirigiu o vídeoclipe da música de "333" da banda Against Me!  No mesmo ano, ela apareceu no curta-metragem Kitty, dirigido por Chloë Sevigny.
Além de atuar, Skye é também uma pintora, e vende suas próprias obras. Ela também escreveu o livro infantil Meu Iídiche Férias, publicado por Henry Holt and Company, em Maio de 2014. Skye citou o quadrinista norte-americano Daniel Clowes como inspiração para sua pintura e sua escrita. Em 2025, lançou seu livro de memórias, Say Everything!, título fazendo referência ao seu trabalho mais conhecido.

## Vida pessoal
Por vários anos, na década de 1980, Skye teve um relacionamento com o vocalista do Red Hot Chili Peppers, Anthony Kiedis. Kiedis publicou um livro em 2004, chamado de Scar Tissue que contém uma foto do casal desnudo. Skye tinha 18 anos quando a foto foi tirada.
Skye foi primeiramente casada com Adam Horovitz, um membro do Beastie Boys. O casal se casou em 1992, separaram-se em 1995, e se divorciaram formalmente em 1999. 
Skye então, teve um relacionamento com o designer de móveis David Netto e juntos tiveram a filha Kate, em dezembro de 2001. Sua família, a casa de Skye em Hollywood, e o apartamento de Netto em Nova York foram apresentados na edição de fevereiro de 2003 da Vogue. Os dois estavam noivos, mas acabaram se separando.
Em 2008, Skye ficou noiva do músico australiano Ben Lee. Em 29 de dezembro de 2008, Skye e Lee se casaram em uma cerimônia de casamento Hindu na Índia. Eles têm uma filha, Goldie Priya Lee, nascida em 24 de setembro de 2009.
Em uma longa entrevista em 2015, Skye falou sobre sua luta para superar os vícios, incluindo episódios com o alcoolismo e uso de outras drogas.

## Filmografia

### Filme
| Year | Title                                                                     | Role           | Notes                                   |
| ---- | ------------------------------------------------------------------------- | -------------- | --------------------------------------- |
| 1986 | River's Edge                                                              | Clarissa       |                                         |
| 1987 | Stranded                                                                  | Deirdre Clark  |                                         |
| 1988 | Night in the Life of Jimmy Reardon, AA Night in the Life of Jimmy Reardon | Denise Hunter  |                                         |
| 1989 | Say Anything...                                                           | Diane Court    |                                         |
| 1989 | Rachel Papers, TheThe Rachel Papers                                       | Rachel Noyce   |                                         |
| 1990 | Mindwalk                                                                  | Kit Hoffman    |                                         |
| 1992 | Gas Food Lodging                                                          | Trudi          |                                         |
| 1992 | Wayne's World                                                             | Elyse          |                                         |
| 1992 | Guncrazy                                                                  | Joy            |                                         |
| 1992 | Samantha                                                                  | Elaine         |                                         |
| 1994 | Cityscrapes: Los Angeles                                                  | Young Woman    |                                         |
| 1994 | Color of Evening, TheThe Color of Evening                                 | Halys Smith    |                                         |
| 1994 | Girls in Prison                                                           | Carol Madison  |                                         |
| 1995 | Four Rooms                                                                | Eva            | Segment: "The Missing Ingredient"       |
| 1996 | Dream for an Insomniac                                                    | Frankie        |                                         |
| 1996 | Size of Watermelons, TheThe Size of Watermelons                           | Maggie         |                                         |
| 1997 | One Night Stand                                                           | Jenny          |                                         |
| 1998 | Went to Coney Island on a Mission from God... Be Back by Five             | Gabby          |                                         |
| 1999 | Mascara                                                                   | Rebecca        |                                         |
| 1999 | Jump                                                                      | Stephanie      |                                         |
| 1999 | But I'm a Cheerleader                                                     | Kelly          | Uncredited                              |
| 2000 | Good Doctor, TheThe Good Doctor                                           | Nadia Wickham  | Short film                              |
| 2000 | Men Make Women Crazy Theory                                               | Short film     |                                         |
| 2000 | Moonglow                                                                  |                |                                         |
| 2001 | Southlander: Diary of a Desperate Musician                                | Miss Highrise  |                                         |
| 2001 | Free                                                                      | Catherine      |                                         |
| 2001 | Angryman                                                                  |                |                                         |
| 2001 | Chicken Night                                                             | Mama           | Short film                              |
| 2003 | Spin, Shoot & Run                                                         | Jolynn         |                                         |
| 2005 | Fever Pitch                                                               | Molly          |                                         |
| 2005 | Bad Girls Behind Bars                                                     |                |                                         |
| 2006 | Lather Effect, TheThe Lather Effect                                       | Zoey           |                                         |
| 2007 | Zodiac                                                                    | Kathleen Johns | Uncredited                              |
| 2013 | Return to Babylon                                                         | Virginia Rappe |                                         |
| 2014 | Haunt                                                                     | Emily Asher    |                                         |
| 2015 | Monsters                                                                  | Marie          | Short film                              |
| 2015 | Ingrid                                                                    | Helena         | Short film                              |
| 2016 | Secret Promise, AA Secret Promise                                         | Diana Mancini  | Also known as: The Homeless Billionaire |
| 2016 | Dear Eleanor                                                              | Charlotte      |                                         |
| 2016 | Kitty                                                                     | Short film     |                                         |
| 2016 | XOXO                                                                      | Susan          |                                         |
| 2018 | Holy New York                                                             | Dalia          |                                         |

### Televisão
| Year      | Title                                                                         | Role               | Notes                                 |
| --------- | ----------------------------------------------------------------------------- | ------------------ | ------------------------------------- |
| 1987      | Napoleon and Josephine: A Love Story                                          | Pauline Bonaparte  | Miniseries                            |
| 1989      | Nightmare Classics                                                            | Marie              | Episode: "Carmilla"                   |
| 1991      | General Motors Playwrights Theater, TheThe General Motors Playwrights Theater | Joanna Dibble      | Episode: "It's Called the Sugar Plum" |
| 1992      | Covington Cross                                                               | Eleanor Grey       | 13 episodes                           |
| 1994      | Girls in Prison                                                               | Carol Madison      | TV movie                              |
| 1997      | Perfect Mother, TheThe Perfect Mother                                         | Kathryn M. Podaras | Television film                       |
| 1998      | Tower of the Firstborn                                                        | Diane Shannon      | Television film                       |
| 2000      | Fearing Mind, TheThe Fearing Mind                                             | Irene              | Episode: "Gentleman Caller"           |
| 2002      | Twilight Zone, TheThe Twilight Zone                                           | Melina Kroner      | Episode: "Night Route"                |
| 2003      | Dead Zone, TheThe Dead Zone                                                   | Madeleine Wey      | Episode: "Visions"                    |
| 2004      | Clinic, TheThe Clinic                                                         | Emma Matthews      | Television film                       |
| 2004      | Back When We Were Grownups                                                    | Minerva 'Min' Foo  | Television film                       |
| 2005      | Life as We Know It                                                            | Food Stand Woman   | Episode: "Papa Wheelie"               |
| 2005–2018 | Arrested Development                                                          | Mrs. Veal          | 3 episodes                            |
| 2006      | 12 Hours to Live                                                              | Megan Saunders     | Television film                       |
| 2008      | Private Practice                                                              | Monica             | Episode: "Know When to Fold"          |
| 2010      | Santa Incident, TheThe Santa Incident                                         | Joanna             | Television film                       |
| 2014      | Awkward.                                                                      | Samantha Perry     | Episode: "Welcome to Hell"            |
| 2018      | UDrive Me                                                                     | Tammi              |                                       |